# Банкір
Банкі́р — менеджер і власник грошового капіталу, який спеціалізуються на веденні банківських операцій; керівник банку.
За свідченням істориків, перші банкіри, що здійснювали операції із залучення капіталу, з'явилися у Вавилоні і Стародавній Греції і діяли при церковних храмах.. Храми одержували великі доходи від їх земельної власності, грошові штрафи, подарунки та ін. Завдання «жерців-банкірів» полягало в тому, щоб шляхом умілого завідування майном, видачі позик і участі у вигідних підприємствах збільшити доходи і зібрати такі скарби, які давали б можливість гідно підтримувати пишність святині.
У Стародавніх Греції та Римі були і міняли-трапезити, які обмінювали монети, приймали вклади, надавали кредити під заставу рухомого і нерухомого майна тощо. У Середньовіччі міняли починають розширювати свої операції та поступово переходять до обслуговування грошового обігу. Вже приблизно з XI ст. їх починають називати власне банкірами (від італійського слова «banco», що означає лавка, та французького «banque» — скриня, призначена для зберігання грошей).
Найперші італійські банкіри вели свою справу на лавках на вулиці.
Залежно від напряму діяльності, а також функцій бувають банкіри:
- класичні;
- інвестиційні;
- персональні;
- і т. д.